# Гаспарян, Сурен Ашотович
Суре́н Ашо́тович Гаспаря́н (10 февраля 1932, Москва — 4 ноября 2005, Москва) — заслуженный деятель науки России, член МАИ, почётный заведующий кафедрой, профессор. Награждён двумя орденами «Знак Почёта», тремя медалями, знаками «Отличник здравоохранения», «За успехи в высшей школе» и «Изобретатель СССР».

## Биография
В 1957 году окончил лечебный факультет 2 МОЛГМИ им. Н.И. Пирогова году и по распределению работал в Калининской области главным врачом и хирургом.
В 1960 году поступил в аспирантуру при кафедре оперативной хирургии 2 МОЛГМИ и, окончив её, работал ассистентом, доцентом, профессором этой кафедры до 1974 года.
Кандидатскую диссертацию защитил в 1963 году, докторскую — в 1967 году.
В 1966—1974 гг. работал проректором 2 МОЛГМИ по учебной работе.
В 1974 году впервые в мире по инициативе С. А. Гаспаряна и при его непосредственном участии были созданы отделение и кафедра медицинской и биологической кибернетики 2 МОЛГМИ, заведующим которыми он являлся с 1974 по 2002 годы.
Декан МБФ с 1974 по 1976 годы.
С 1974 года председатель Совета по медицинской кибернетике и вычислительной технике при Ученом медицинском совете МЗ РФ.
1977—1985 г.г. — директор Республиканского информационно-вычислительного центра (РИВЦ) Минздрава РФ.
С 1994 года президент отделения медицинской информатики Международной академии информатизации.

Могила С. А. Гаспаряна на Введенском кладбище в Москве

С 2002 года почётный заведующий кафедрой медицинской кибернетики и информатики.
Умер в 2005 году. Похоронен на Введенском кладбище (18 уч.).

## Направления исследований
Ранние работы связаны с лечением онкологических заболеваний.
Основные исследования связаны информатизации здравоохранения, включая разработку экспертных консультативно-диагностических систем и автоматизированные рабочие места (АРМ) врачей-специалистов. Совместно с фирмой «Авикомп-сервис» С. А. Гаспарян (2005) проводил эксперименты с голосовым вводом медицинской информации в компьютер, что позволяло решать сразу две задачи: автоматизированный ввод информации в персональный компьютер, минуя клавиатуру, и обеспечение идентификации автора введенного текста, на основе индивидуальных спектральных характеристик голоса врача, заменяющих электронную подпись.
Под руководством и при непосредственном участии Гаспаряна разработаны и внедрены 9 автоматизированных систем федерального уровня, включая АСУ больницей и АСУ «Медвуз».
Общее число опубликованных С. А. Гаспаряном работ около 300, включая около 200 публикация по проблемам медицинской информатики; им было подготовлено 7 докторов и 35 кандидатов наук.

## Основные публикацииС. А. Гаспаряна

### Книги
1. ↑  Гаспарян С. А. Региональная длительная внутриартериальная химиотерапия злокачественных опухолей. — М.: «Медицина», 1970. — 208 с. — 5000 экз. Архивировано 16 декабря 2014 года.
2. ↑  Гаспарян С. А. Очерки по истории отечественной медицины. — Л.: «Медицина», 1971. — 158 с. — 2300 экз. Архивировано 16 декабря 2014 года.
3. ↑  Гаспарян С. А. Вычислительная техника в медицине. — М.: [о-во «Знание» РСФСР], 1973. — 31 с. — 10 000 экз. Архивировано 16 декабря 2014 года.
4. ↑  Гаспарян С. А., Пашкина Е. С. Страницы истории информатизации здравоохранения России. — М., 2002. — 303 с.
5. ↑  Гаспарян С. А., Довгань Е. Г., Пашкина Е. С., Чеснокова С. И. Структурированный справочник симптомов для формирования формализованных историй болезни. — М., 2008. — 180 с. — ISBN 978-5-9900544-9-3. Архивировано 23 января 2022 года.

### Источник информации — электронный каталогРНБ
1. Разработка и внедрение АСУ специализированными медицинскими службами : Тез. докл. всерос. науч.- практ. конф. (г. Кемерово, 5-7 дек. 1979 г.) / [Всерос. конф. по АСУ специализир. медслужбами ; Редкол.: С. А. Гаспарян (отв. ред.) и др.]. — Москва : Б. и., 1979. — 176 с. В надзаг.: М-во здравоохранения РСФСР, Науч. совет по мед. кибернетике и вычисл. технике при УМС МЗ РСФСР, Лаб. АСУ Кузбас. НИИ травматологии и реабилитации, Отд. здравоохранения Кемеров. облисполкома. — 500 экз.
2. Вычислительная диагностика и телеметрическая обработка медицинской информации : Тез. к II респ. науч.-практ. конф. по мед. кибернетике, 27-29 июня 1979 г. / Под общ. ред. С. А. Гаспаряна и др. — Горький : ГМИ, 1979. — 246 с. В надзаг.: М-во здравоохранения РСФСР, Науч. совет по мед. кибернетике и вычисл. технике, Горьк. гос. мед. ин-т им. С. М. Кирова, Горьк. отд- ние Науч. всесоюз. мед.-техн. о-ва. — 1000 экз.
3. Роль организационных и медицинских технологических АСУ в диспансеризации населения : Респ. сб. науч. тр. [6-й респ. науч. конф. по АСУ в здравоохранении. Сер. «Автоматизир. Системы управления в здравоохранении»] / Под ред. С. А. Гаспаряна. — М. : МОЛГМИ, 1985. — 184 с. : В надзаг.: М-во здравоохранения РСФСР, Второй моск. гос. мед. ин-т им. Н. И. Пирогова. — 500 экз.
4. Автоматизированные медико-технологические системы в лечебно-профилактических учреждениях здравоохранения : Респ. сб. науч. тр. / Второйm моск. гос. мед. ин-т им. Н. И. Пирогова ; Под ред. С. А. Гаспаряна. — М. : МОЛГМИ, 1986. — 193 с. — 500 экз.
5. Эффективность использования автоматизированных информационных систем в деятельности органов и учреждений здравоохранения и в медицине : Респ. сб. науч. тр. / Второй моск. гос. мед. ин-т им. Н. И. Пирогова ; Под ред. С. А. Гаспаряна. — М. : МОЛГМИ, 1988. — 271 с. — 500 экз.
6. Моделирование в клинической практике : Респ. сб. науч. тр. / Второй моск. гос. мед. ин-т им. Н. И. Пирогова ; Под ред. С. А. Гаспаряна. — М. : МОЛГМИ, 1988. — 169 с. — 700 экз.
7. Моделирование в управлении здравоохранением : Респ. сб. науч. тр. / Второй моск. гос. мед. ин-т им. Н. И. Пирогова ; Под ред. С. А. Гаспаряна. — М. : МОЛГМИ, 1990. — 311 с. — 500 экз.
8. Медико-социальный мониторинг в управлении здравоохранением / С. А. Гаспарян ; Акад. мед. информациологии на правах отд-ния Междунар. акад. информатизации. — Москва : Форсикон, 2007. — 151 с. На обороте тит. л. авт.: Гаспарян С. А., засл. деят. науки РФ, акад. Междунар. акад. информатизации и Нью-Йорк. акад. наук, д.м.н., проф. — 500 экз. — ISBN 978-5-9900544-7-9.